# Léon Lécuyer
Léon Alfred Lécuyer (Parigi, 8 aprile 1855 – Parigi, 25 ottobre 1915) è stato uno schermidore e tiratore a segno francese.

## Carriera
Partecipò ai Giochi della II Olimpiade di Parigi nella gara di sciabola individuale, dove si ritirò dopo il primo turno. 
Tornò ai Giochi olimpici nel 1908 alla IV Olimpiade in Londra. In questa occasione prese parte alle gare di tiro di pistola individuale, dove arrivò trentesimo, e di carabina piccola a squadre, dove vinse la medaglia di bronzo.

## Palmarès
| Anno | Manifestazione | Sede   | Evento                      | Risultato |
| ---- | -------------- | ------ | --------------------------- | --------- |
| 1908 | Olimpiadi      | Londra | Carabina piccola, a squadre | Bronzo    |